# Губернатор Санкт-Петербурга
Губернатор Санкт-Петербурга — высшее должностное лицо Санкт-Петербурга, возглавляющее исполнительную власть и правительство Санкт-Петербурга.
Губернатор на должность избирается гражданами Российской Федерации, проживающими на территории Санкт-Петербурга и обладающими в соответствии с федеральным законом активным избирательным правом, на основе всеобщего равного и прямого избирательного права при тайном голосовании на срок пять лет.
В полномочия губернатора входят представительство города, законодательная инициатива в городском парламенте, подписание и обнародование законов Санкт-Петербурга, формирование правительства и предоставление отчётов о его деятельности, определение структуры исполнительных органов государственной власти города Санкт-Петербурга и ряд других вопросов. Правовой статус губернатора определяется Уставом Санкт-Петербурга, принятым 14 января 1998 года.
В настоящее время (с 18 сентября 2019 года) губернатором Санкт-Петербурга является Александр Беглов.

## Полномочия
Соответственно со Статьёй 42 Устава Санкт-Петербурга, Губернатор Санкт-Петербурга:
1. представляет Санкт-Петербург в отношениях с федеральными органами государственной власти, органами государственной власти субъектов Российской Федерации, органами местного самоуправления и при осуществлении внешнеэкономических связей, при этом вправе подписывать договоры и соглашения от имени Санкт-Петербурга, обращается от имени Санкт-Петербурга в суд;
2. обнародует законы Санкт-Петербурга, удостоверяя их обнародование путём подписания законов Санкт-Петербурга, либо отклоняет законы Санкт-Петербурга, принятые Законодательным Собранием Санкт-Петербурга;
3. вправе требовать созыва внеочередного заседания Законодательного Собрания Санкт-Петербурга, а также созывать вновь избранное Законодательное Собрание Санкт-Петербурга на первое заседание ранее срока, установленного настоящим Уставом;
4. вправе участвовать в работе Законодательного Собрания Санкт-Петербурга с правом совещательного голоса;
5. осуществляет право законодательной инициативы в Законодательном Собрании Санкт-Петербурга;
6. формирует Правительство Санкт-Петербурга в соответствии с настоящим Уставом и законами Санкт-Петербурга и возглавляет его, ведет заседания Правительства Санкт-Петербурга, обладая правом решающего голоса, подписывает правовые акты Правительства Санкт-Петербурга, а также принимает решение об отставке Правительства Санкт-Петербурга;
7. представляет в Законодательное Собрание Санкт-Петербурга ежегодные отчеты о результатах деятельности Правительства Санкт-Петербурга, в том числе по вопросам, поставленным Законодательным Собранием Санкт-Петербурга;
8. представляет Законодательному Собранию Санкт-Петербурга бюджет Санкт-Петербурга и отчет о его исполнении, программы социально-экономического развития Санкт-Петербурга и отчеты об их исполнении;
9. назначает члена Совета Федерации Федерального Собрания Российской Федерации — представителя от Правительства Санкт-Петербурга;
10. назначает половину членов Санкт-Петербургской избирательной комиссии;
11. вправе отменять правовые акты Правительства Санкт-Петербурга в случае их противоречия Конституции Российской Федерации, федеральным законам, указам Президента Российской Федерации, постановлениям Правительства Российской Федерации, настоящему Уставу, законам Санкт-Петербурга, правовым актам Губернатора Санкт-Петербурга;
12. осуществляет правовое регулирование по вопросам, отнесенным к его компетенции, при этом вправе вносить изменения в правовые акты мэра Санкт-Петербурга, а также признавать их утратившими силу полностью или частично;
13. создает постоянные и временные комиссии, советы и другие консультативные и совещательные органы при Губернаторе Санкт-Петербурга;
14. осуществляет иные полномочия в соответствии с федеральными законами, настоящим Уставом и законами Санкт-Петербурга.
15. обеспечивает координацию деятельности исполнительных органов государственной власти Санкт-Петербурга с иными органами государственной власти Санкт-Петербурга и в соответствии с законодательством Российской Федерации может организовывать взаимодействие исполнительных органов государственной власти Санкт-Петербурга с федеральными органами исполнительной власти и их территориальными органами, органами местного самоуправления и общественными объединениями.

## История

### Градоначальники Санкт-Петербурга — Петрограда
Это список градоначальников города Санкт-Петербурга — Петрограда — Ленинграда — Санкт-Петербурга за всю его более чем трёхвековую историю.
В разное время городом фактически руководили люди, занимавшие различные наказные и выборные должности: генерал-губернаторы, генерал-полицмейстеры, обер-полицмейстеры, градоначальники (были и не включённые в нижеприведённый список губернаторы); при Временном правительстве — комиссар градоначальства и городской голова; в советское время — Председатели Исполкома Ленсовета и секретари Ленинградского обкома партии. С 1991 года городом, который снова стал Санкт-Петербургом, руководил сначала мэр, затем губернаторы.
Кроме того, с 1766 года по 1918 год в городе существовала должность городского головы — руководителя городского самоуправления. После Городской реформы 1870 года председательствовал в Санкт-Петербургской городской думе.
| Фамилия, Имя Отчество                   | Должность | Период руководства         |
| --------------------------------------- | --- | -------------------------- |
| Меншиков, Александр Данилович           | Генерал-губернатор | 1703—1724 1725—1727        |
| Апраксин, Пётр Матвеевич                | Генерал-губернатор | 1724—1725                  |
| Девиер, Антон Эммануилович              | Генерал-полицмейстер | 1718—1727 1744—1745        |
| Сапега, Ян Казимир                      | Генерал-губернатор | 1727—1728                  |
| Миних, Бурхардт Христофор               | Генерал-губернатор | 1728—1734                  |
| Миних, Бурхардт Христофор               | Генерал-полицмейстер | 1731—1732                  |
| Салтыков, Василий Фёдорович             | Генерал-полицмейстер | 1732—1740                  |
| Наумов, Фёдор Васильевич                | Генерал-полицмейстер | 1740—1744                  |
| Татищев, Алексей Данилович              | Генерал-полицмейстер | 1745—1760                  |
| Корф, Николай Андреевич                 | Генерал-полицмейстер | 1760—1762                  |
| Корф, Николай Андреевич                 | Главный директор над всеми полициями                                                                                                 | 1762—1766                  |
| Чичерин, Николай Иванович               | Генерал-полицмейстер | 1764—1778                  |
| Волков, Дмитрий Васильевич              | Генерал-полицмейстер | 1778—1780                  |
| Волков, Дмитрий Васильевич              | Обер-полицмейстер | 1780—1782                  |
| Голицын, Александр Михайлович           | Генерал-губернатор | 1780—1783                  |
| Брюс, Яков Александрович                | Главнокомандующий в Санкт-Петербурге и Санкт-Петербургской губернии                                                                  | 1786—1791                  |
| Рылеев, Никита Иванович                 | Обер-Полицмейстер | 1784—1794                  |
| Архаров, Николай Петрович               | Председательствующий в Санкт-Петербургском губернском правлении, Управляющий Санкт-Петербургской, Новгородской и Тверской губерниями | 1795—1797                  |
| Буксгевден, Фёдор Фёдорович             | Военный губернатор | 1797—1798                  |
| Пален, Пётр Алексеевич                  | Военный губернатор | 1798—1800                  |
| Свечин, Николай Сергеевич               | Военный губернатор | 14 августа—27 октября 1800 |
| Пален, Пётр Алексеевич                  | Военный губернатор | 1800—1801                  |
| Голенищев-Кутузов, Михаил Илларионович  | Военный губернатор, управляющий и по гражданской части                                                                               | 1801—1802                  |
| Каменский, Михаил Федотович             | Военный губернатор | 27 августа—16 ноября 1802  |
| Толстой, Пётр Александрович             | Военный губернатор | 1802—1805                  |
| Вязмитинов, Сергей Кузьмич              | Главнокомандующий в Санкт-Петербурге                                                                                                 | 1805—1808 1812—1816        |
| Вязмитинов, Сергей Кузьмич              | Военный генерал-губернатор | 1816—1818                  |
| Лобанов-Ростовский, Дмитрий Иванович    | Военный губернатор | 1808—1809                  |
| Балашов, Александр Дмитриевич           | Военный губернатор | 1809—1812                  |
| Милорадович, Михаил Андреевич           | Военный генерал-губернатор, управляющий и гражданской частью                                                                         | 1818—1825                  |
| Голенищев-Кутузов, Павел Васильевич     | Военный генерал-губернатор, управляющий и гражданской частью                                                                         | 1826—1830                  |
| Эссен, Пётр Кириллович                  | Военный генерал-губернатор, управляющий и гражданской частью                                                                         | 1830—1842                  |
| Кавелин, Александр Александрович        | Военный генерал-губернатор, управляющий и гражданской частью                                                                         | 1842—1846                  |
| Храповицкий, Матвей Евграфович          | Военный генерал-губернатор, управляющий и гражданской частью                                                                         | 1846—1847                  |
| Шульгин, Дмитрий Иванович               | Военный генерал-губернатор, управляющий и гражданской частью                                                                         | 1847—1854                  |
| Игнатьев, Павел Николаевич              | Военный генерал-губернатор | 1854—1861                  |
| Суворов, Александр Аркадьевич           | Военный генерал-губернатор | 1861—1866                  |
| Левашов, Николай Васильевич             | Губернатор | 1866—1871                  |
| Трепов, Фёдор Фёдорович                 | Обер-полицмейстер | 1866—1873                  |
| Трепов, Фёдор Фёдорович                 | Градоначальник | 1873—1878                  |
| Зуров, Александр Елпидифорович          | Градоначальник | 1878—1880                  |
| Гурко-Ромейко, Иосиф Владимирович       | Временный генерал-губернатор | 1879—1880                  |
| Лорис-Меликов, Михаил Тариэлович        | и. о. генерал-губернатора | 1880—1881                  |
| Баранов, Николай Михайлович             | Градоначальник | 1881—1882                  |
| Козлов, Александр Александрович         | Обер-полицмейстер | 1881—1882                  |
| Грессер, Пётр Аполлонович               | Обер-полицмейстер | 1882—1883                  |
| Грессер, Пётр Аполлонович               | Градоначальник | 1883—1892                  |
| Вайль, Виктор Вильгельмович (фон Вайль) | Градоначальник | 1892—1895                  |
| Клейгельс, Николай Васильевич           | Градоначальник | 1895—1904                  |
| Фуллон, Иван Александрович              | Градоначальник | 1904—1905                  |
| Трепов, Дмитрий Фёдорович               | Генерал-губернатор | 1905                       |
| Дедюлин, Владимир Александрович         | Градоначальник | 1905—1906                  |
| Лауниц, Владимир Фёдорович фон дер      | Градоначальник | 1906—1907                  |
| Драчевский, Даниил Васильевич           | Градоначальник | 1907—1914                  |
| Оболенский, Александр Николаевич        | Градоначальник | 1914—1916                  |
| Балк, Александр Павлович                | Градоначальник | 1916 — март 1917           |
| Юревич, Вадим Александрович             | Общественный градоначальник | март—май 1917              |
| Роговский, Евгений Францевич            | Комиссар градоначальства | июль—октябрь 1917          |
| Шрейдер, Григорий Ильич                 | Городской голова | июль—ноябрь 1917           |
| Кишкин, Николай Михайлович              | Диктатор Петрограда | ноябрь 1917                |

### Руководители Петрограда — Ленинграда
(C декабря 1931 года по январь 1950 года 1-й секретарь Ленинградского обкома одновременно являлся и 1-м секретарём горкома).
| Фамилия, Имя Отчество                       | Должность                                                 | Период руководства |
| ------------------------------------------- | --------------------------------------------------------- | ------------------ |
| Зиновьев, Григорий Евсеевич (Радомысльский) | Председатель исполкома Петросовета                        | 1917—1926          |
| Киров, Сергей Миронович (Костриков)         | 1-й секретарь Ленинградского обкома и горкома ВКП(б)      | 1926—1934          |
| Жданов, Андрей Александрович                | 1-й секретарь Ленинградского обкома и горкома ВКП(б)      | 1934—1944          |
| Кузнецов, Алексей Александрович             | 1-й секретарь Ленинградского обкома и горкома ВКП(б)      | 1945—1946          |
| Попков, Пётр Сергеевич                      | 1-й секретарь Ленинградского обкома и горкома ВКП(б)      | 1946—1949          |
| Андрианов, Василий Михайлович               | 1-й секретарь Ленинградского обкома и горкома ВКП(б)—КПСС | 1949—1953          |
| Козлов, Фрол Романович                      | 1-й секретарь Ленинградского обкома КПСС                  | 1953—1957          |
| Спиридонов, Иван Васильевич                 | 1-й секретарь Ленинградского обкома КПСС                  | 1957—1962          |
| Толстиков, Василий Сергеевич                | 1-й секретарь Ленинградского обкома КПСС                  | 1962—1970          |
| Романов, Григорий Васильевич                | 1-й секретарь Ленинградского обкома КПСС                  | 1970—1983          |
| Зайков, Лев Николаевич                      | 1-й секретарь Ленинградского обкома КПСС                  | 1983—1985          |
| Соловьёв, Юрий Филиппович                   | 1-й секретарь Ленинградского обкома КПСС                  | 1985—1989          |
| Гидаспов, Борис Вениаминович                | 1-й секретарь Ленинградского обкома КПСС                  | 1989—1991          |

### Градоначальники Санкт-Петербурга с 1990 года
А. Собчак, В. Яковлев (дважды), В. Матвиенко (до переназначения) избирались горожанами на выборах. Г. Полтавченко был назначен губернатором после отмены выборов.
| Фамилия, имя, отчество            | Должность                    | Период руководства                |
| --------------------------------- | ---------------------------- | --------------------------------- |
| Щелканов, Александр Александрович | председатель Ленгорисполкома | 1990—1991                         |
| Собчак, Анатолий Александрович    | председатель Ленсовета       | 1990—1991                         |
| Собчак, Анатолий Александрович    | мэр                          | 1991—1996                         |
| Яковлев, Владимир Анатольевич     | губернатор                   | 1996—2003                         |
| Беглов, Александр Дмитриевич      | врио губернатора             | июнь — октябрь 2003               |
| Матвиенко, Валентина Ивановна     | губернатор                   | 2003—2011                         |
| Полтавченко, Георгий Сергеевич    | губернатор                   | 2011—2018                         |
| Беглов, Александр Дмитриевич      | врио губернатора             | 3 октября 2018 — 18 сентября 2019 |
| Беглов, Александр Дмитриевич      | губернатор                   | с 18 сентября 2019                |